# Владімір Кеппен
Владімір Кеппен (нім. Wladimir Köppen; 8 жовтня 1846, Петербург, Російська імперія — 22 червня 1940, Грац, Австрія) — німецький метеоролог та кліматолог. Член-кореспондент Прусської (1922) та Геттінгенської академій наук (1925), дійсний член Німецької національної академії наук Леопольдина (1936).

## Життєпис
Народився у німецькій родині в Санкт-Петербурзі. Його батьком був вчений-географ Петер фон Кеппен.
Навчався у Петербурзькому університеті. У 1872—75 роках працював у Головній фізичній обсерваторії Петербурга. У 1875 р. він повернувся на свою історичну батьківщину до Німеччини, де очолив новостворену морську метеорологічну службу в Німецькій морській обсерваторії у місті Гамбурзі. Там він працював до 1919 року. 8 грудня 1906 року йому було присвоєно звання адміралтейського радника.
З 1919 року проживав у місті Ґрац.
У 1922 став членом-кореспондентом Прусської академії наук. У 1925 обраний членом-кореспондентом Геттінгенської академії наук. У 1936 році він був обраний членом Леопольдини.
Кеппен був прихильником планової мови есперанто й публікував статті в есперантистських виданнях «Scienca Revuo» та «Germana Esperantisto».

## Наукова діяльність
Основні праці Кеппена присвячені питанням загальної та синоптичної метеорології та кліматології. Проводив перші аерологічні дослідження, вивчав кліматичні умови багатьох районів Землі. У 1900 році розробив класифікацію кліматів (з деякими подальшими, зробленими ним самим, змінами в 1918 та 1936).

## Родина
Його донька Ельза 1 лютого 1892 року народження в 1913 році стала дружиною німецького полярного дослідника Альфреда Вегенера.